# Lionel Charbonnier
Lionel Charbonnier (ur. 25 października 1966 w Poitiers) – francuski piłkarz. Był trzecim bramkarzem reprezentacji Francji, która w 1998 r. triumfowała w mistrzostwach świata.

## Kariera piłkarska
Przez dziesięć lat grał w AJ Auxerre, z którym zdobył mistrzostwo i dwukrotnie Puchar Francji. W 1998 r. przeniósł się do Rangers, ale był tam tylko zmiennikiem Niemca Stefana Klosa. Zakończył piłkarską karierę w 2002 r. w szwajcarskim Lausanne Sports.

## Sukcesy piłkarskie
- mistrzostwo świata 1998 z reprezentacją Francji
- mistrzostwo Francji 1996 oraz Puchar Francji 1994 i 1996 z Auxerre
- mistrzostwo Szkocji 1999 i 2000, Puchar Szkocji 1999 i 2000 oraz Puchar Ligi Szkockiej 1999 z Rangers

W reprezentacji Francji w 1997 r. rozegrał 1 mecz.